# Fed Cup 2011 Zona Asia/Oceania Gruppo I - Pool A
Il Pool A della Zona Asia/Oceania Gruppo I nella Fed Cup 2011 è uno dei due pool (gironi) in cui è suddiviso il Gruppo I della zona Asia/Oceania. Quattro squadre si sono scontrate nel formato round robin. (vedi anche Pool B)
|   | Pool A           | Uzbekistan (bandiera) | Thailandia (bandiera) | Cina (bandiera) | India (bandiera) |
| 1 | Uzbekistan (2-1) |                       | 1-2                   | 3-0             | 2-1              |
| 2 | Thailandia (2-1) | 2-1                   |                       | 1-2             | 2-1              |
| 3 | Cina (2-1)       | 0-3                   | 2-1                   |                 | 2-1              |
| 4 | India (0-3)      | 1-2                   | 1-2                   | 1-2             |                  |

## Thailandia vs. Uzbekistan
| Thailandia 2 | National Tennis Centre, Nonthaburi, Thailandia 2 febbraio 2011 cemento outdoor | National Tennis Centre, Nonthaburi, Thailandia 2 febbraio 2011 cemento outdoor       | Uzbekistan 1 |      |   |  |
| \| \| \| \| 1 \| 2 \| 3 \| \| \| - \| \| ------------------------------------------------------------------------------------ \| ---- \| ---- \| - \| \| \| 1 \| \| Nicha Lertpitaksinchai Sabina Sharipova \| 3 6 \| 5 7 \| \| \| \| 2 \| \| Noppawan Lertcheewakarn Nigina Abduraimova \| 6 3 \| 6 2 \| \| \| \| 3 \| \| Noppawan Lertcheewakarn / Nungnadda Wannasuk Nigina Abduraimova / Albina Khabibulina \| 7 64 \| 7 64 \| \| \| |                                                                                |                                                                                      |              |      |   |  |
| |                                                                                |                                                                                      | 1            | 2    | 3 |  |
| 1 | Thailandia (bandiera) · Uzbekistan (bandiera)                                  | Nicha Lertpitaksinchai Sabina Sharipova                                              | 3 6          | 5 7  |   |  |
| 2 | Thailandia (bandiera) · Uzbekistan (bandiera)                                  | Noppawan Lertcheewakarn Nigina Abduraimova                                           | 6 3          | 6 2  |   |  |
| 3 | Thailandia (bandiera) · Uzbekistan (bandiera)                                  | Noppawan Lertcheewakarn / Nungnadda Wannasuk Nigina Abduraimova / Albina Khabibulina | 7 64         | 7 64 |   |  |

## Cina vs. India
| Cina 2 | National Tennis Centre, Nonthaburi, Thailandia 2 febbraio 2011 cemento outdoor | National Tennis Centre, Nonthaburi, Thailandia 2 febbraio 2011 cemento outdoor | India 1 |     |     |  |
| \| \| \| \| 1 \| 2 \| 3 \| \| \| - \| \| ------------------------------------------------------------------- \| --- \| --- \| --- \| \| \| 1 \| \| Hao Chen Tang Poojashree Venkatesha \| 6 3 \| 6 2 \| \| \| \| 2 \| \| Jing-Jing Lu Sania Mirza \| 6 1 \| 0 6 \| 6 4 \| \| \| 3 \| \| Jing-Jing Lu / Ran Tian Rushmi Chakravarthi / Poojashree Venkatesha \| 3 6 \| 2 6 \| \| \| |                                                                                |                                                                                |         |     |     |  |
| |                                                                                |                                                                                | 1       | 2   | 3   |  |
| 1 | Cina (bandiera) · India (bandiera)                                             | Hao Chen Tang Poojashree Venkatesha                                            | 6 3     | 6 2 |     |  |
| 2 | Cina (bandiera) · India (bandiera)                                             | Jing-Jing Lu Sania Mirza                                                       | 6 1     | 0 6 | 6 4 |  |
| 3 | Cina (bandiera) · India (bandiera)                                             | Jing-Jing Lu / Ran Tian Rushmi Chakravarthi / Poojashree Venkatesha            | 3 6     | 2 6 |     |  |

## Uzbekistan vs. India
| Uzbekistan 2 | National Tennis Centre, Nonthaburi, Thailandia 3 febbraio 2011 cemento outdoor | National Tennis Centre, Nonthaburi, Thailandia 3 febbraio 2011 cemento outdoor | India 1 |     |     |  |
| \| \| \| \| 1 \| 2 \| 3 \| \| \| - \| \| ------------------------------------------------------------------------- \| --- \| --- \| --- \| \| \| 1 \| \| Sabina Sharipova Poojashree Venkatesha \| 6 1 \| 6 2 \| \| \| \| 2 \| \| Nigina Abduraimova Sania Mirza \| 4 6 \| 1 6 \| \| \| \| 3 \| \| Nigina Abduraimova / Albina Khabibulina Rushmi Chakravarthi / Sania Mirza \| 2 6 \| 6 3 \| 6 3 \| \| |                                                                                |                                                                                |         |     |     |  |
| |                                                                                |                                                                                | 1       | 2   | 3   |  |
| 1 | Uzbekistan (bandiera) · India (bandiera)                                       | Sabina Sharipova Poojashree Venkatesha                                         | 6 1     | 6 2 |     |  |
| 2 | Uzbekistan (bandiera) · India (bandiera)                                       | Nigina Abduraimova Sania Mirza                                                 | 4 6     | 1 6 |     |  |
| 3 | Uzbekistan (bandiera) · India (bandiera)                                       | Nigina Abduraimova / Albina Khabibulina Rushmi Chakravarthi / Sania Mirza      | 2 6     | 6 3 | 6 3 |  |

## Thailandia vs. Cina
| Thailandia 1 | National Tennis Centre, Nonthaburi, Thailandia 3 febbraio 2011 cemento outdoor | National Tennis Centre, Nonthaburi, Thailandia 3 febbraio 2011 cemento outdoor | Cina 2 |     |     |        |
| \| \| \| \| 1 \| 2 \| 3 \| \| \| - \| \| ----------------------------------------------------------------------------- \| ---- \| --- \| --- \| ------ \| \| 1 \| \| Nungnadda Wannasuk Hao Chen Tang \| 7 65 \| 5 6 \| \| ritiro \| \| 2 \| \| Noppawan Lertcheewakarn Jing-Jing Lu \| 6 3 \| 4 6 \| 6 1 \| \| \| 3 \| \| Noppawan Lertcheewakarn / Nicha Lertpitaksinchai Jing-Jing Lu / Hao Chen Tang \| 61 7 \| 3 6 \| \| \| |                                                                                |                                                                                |        |     |     |        |
| |                                                                                |                                                                                | 1      | 2   | 3   |        |
| 1 | Thailandia (bandiera) · Cina (bandiera)                                        | Nungnadda Wannasuk Hao Chen Tang                                               | 7 65   | 5 6 |     | ritiro |
| 2 | Thailandia (bandiera) · Cina (bandiera)                                        | Noppawan Lertcheewakarn Jing-Jing Lu                                           | 6 3    | 4 6 | 6 1 |        |
| 3 | Thailandia (bandiera) · Cina (bandiera)                                        | Noppawan Lertcheewakarn / Nicha Lertpitaksinchai Jing-Jing Lu / Hao Chen Tang  | 61 7   | 3 6 |     |        |

## Cina vs. Uzbekistan
| Cina 0 | National Tennis Centre, Nonthaburi, Thailandia 4 febbraio 2011 cemento outdoor | National Tennis Centre, Nonthaburi, Thailandia 4 febbraio 2011 cemento outdoor | Uzbekistan 3 |     |     |  |
| \| \| \| \| 1 \| 2 \| 3 \| \| \| - \| \| -------------------------------------------------------------------- \| ---- \| --- \| --- \| \| \| 1 \| \| Hao Chen Tang Sabina Sharipova \| 3 6 \| 2 6 \| \| \| \| 2 \| \| Jing-Jing Lu Nigina Abduraimova \| 6 4 \| 1 6 \| 1 6 \| \| \| 3 \| \| Jing-Jing Lu / Hao Chen Tang Nigina Abduraimova / Albina Khabibulina \| 68 7 \| 6 0 \| 2 6 \| \| |                                                                                |                                                                                |              |     |     |  |
| |                                                                                |                                                                                | 1            | 2   | 3   |  |
| 1 | Cina (bandiera) · Uzbekistan (bandiera)                                        | Hao Chen Tang Sabina Sharipova                                                 | 3 6          | 2 6 |     |  |
| 2 | Cina (bandiera) · Uzbekistan (bandiera)                                        | Jing-Jing Lu Nigina Abduraimova                                                | 6 4          | 1 6 | 1 6 |  |
| 3 | Cina (bandiera) · Uzbekistan (bandiera)                                        | Jing-Jing Lu / Hao Chen Tang Nigina Abduraimova / Albina Khabibulina           | 68 7         | 6 0 | 2 6 |  |

## Thailandia vs. India
| Thailandia 2 | National Tennis Centre, Nonthaburi, Thailandia 4 febbraio 2011 cemento outdoor | National Tennis Centre, Nonthaburi, Thailandia 4 febbraio 2011 cemento outdoor | India 1 |     |     |  |
| \| \| \| \| 1 \| 2 \| 3 \| \| \| - \| \| ------------------------------------------------------------------------------ \| --- \| --- \| --- \| \| \| 1 \| \| Nicha Lertpitaksinchai Ashvarya Shrivastava \| 6 2 \| 6 0 \| \| \| \| 2 \| \| Noppawan Lertcheewakarn Sania Mirza \| 2 6 \| 0 6 \| \| \| \| 3 \| \| Noppawan Lertcheewakarn / Nungnadda Wannasuk Rushmi Chakravarthi / Sania Mirza \| 3 6 \| 6 0 \| 7 5 \| \| |                                                                                |                                                                                |         |     |     |  |
| |                                                                                |                                                                                | 1       | 2   | 3   |  |
| 1 | Thailandia (bandiera) · India (bandiera)                                       | Nicha Lertpitaksinchai Ashvarya Shrivastava                                    | 6 2     | 6 0 |     |  |
| 2 | Thailandia (bandiera) · India (bandiera)                                       | Noppawan Lertcheewakarn Sania Mirza                                            | 2 6     | 0 6 |     |  |
| 3 | Thailandia (bandiera) · India (bandiera)                                       | Noppawan Lertcheewakarn / Nungnadda Wannasuk Rushmi Chakravarthi / Sania Mirza | 3 6     | 6 0 | 7 5 |  |

## Verdetti
- Uzbekistan ammesso al playoff per l'accesso agli spareggi per il Gruppo Mondiale II contro la vincitrice del Pool B (il Giappone).
- India condannata allo spareggio per stabilire la retrocessione al Gruppo II della zona Asia/Oceania contro la quarta del Pool B (il Taipei Cinese).